# Empoascanara longicornis
Empoascanara longicornis är en insektsart som beskrevs av Irena Dworakowska 1992. Empoascanara longicornis ingår i släktet Empoascanara och familjen dvärgstritar. Inga underarter finns listade i Catalogue of Life.